# August Vierzehn
August Vierzehn (Orig. Узел I - Август Четырнадцатого) ist ein Roman von Alexander Solschenizyn, der Russlands Weg in die Revolution im Kontext des Ersten Weltkriegs schildert. Das Werk ist Teil eines mehrere Bände umfassenden narrativen Werks zur Revolutionsgeschichte Russlands. Ursprünglich beabsichtigte Solschenizyn die Geschichte in zehn Teile, von ihm als Knoten bezeichnet, zu unterteilen. Das Gesamtwerk trägt indes den Titel Das rote Rad. Am Ende konnte der Autor jedoch nur vier Knoten realisieren. Der erste Teil behandelt die Geschichte um den Kriegseintritt Russlands und die Schlacht bei Tannenberg aus der miteinander verwobenen Sicht mehrere Akteure aus den unterschiedlichsten Schichten. Er wurde 1971 publiziert. Im selben Jahr erschien die erste Fassung auf Deutsch, 1987 die überarbeitete und erweiterte zweite.

## Inhalt
Der Autor erzählt in seinem im Wesentlichen chronologisch aufgebauten historischen Roman von den Truppenbewegungen und Gefechten in Ostpreußen zu Beginn des 1. Weltkriegs und zeigt an vielen Beispielen die Sinnlosigkeit dieser Kämpfe auf. Wie er in Kp. 40 ausführt, ist die von ihm analysierte Niederlage der zweiten russischen Armee das Schlüsselereignis für die in den folgenden Bänden behandelte Geschichte seines Landes. Die Haupthandlung setzt ein nach der deutschen Niederlage bei Gumbinnen sowie dem Gefecht bei Orlau und konzentriert sich dann auf die Gefechte von Usdau, Waplitz und v. a. bei Tannenberg. Wie Tolstois Krieg und Frieden ist Solschenizyns Werk eine Mischung aus Fiktion und Dokumentationen: In die vom Autor recherchierten politischen und militärischen Ereignisse im August 1914 eingearbeitet sind Einzelhandlungen, in denen Romanfiguren gemeinsam mit historischen Persönlichkeiten agieren. Erzählt wird personal, d. h. aus wechselnden Perspektiven der Hauptpersonen. Auktoriale Kommentare bzw. Erläuterungen über die Historie und die Strategien (z. B. Kp. 12, 32) spiegeln offenbar die Meinung des Autors. Mosaikartig werden Situationen zusammengestellt und Menschen mit unterschiedlichen Charakteren und Schicksalen porträtiert: Soldaten erschöpft vom Dauermarsch, bei der Rast am Brunnen, im Artilleriefeuer, im Lazarett, auf der panischen Flucht, beim Plündern einer verlassenen Stadt usw. Eines der Schlussbilder ist das von den toten und verletzten Pferden und von den Gefangenen in den neu angelegten Konzentrationslagern (Kp. 58).
Einige dieser Aktionen werden durch die Inspektionsreise des Obersten im Generalstab Georgij Worotynzew mit der Führungsebene verbunden, die ihn z. B. zu Alexander Samsonow, ins Hauptquartier in Ostrolenka (11.–13. Kp.), dann zum linken Flügel zu Alexander Krymow nach Soldau (16. Kp.) und zu General Leonid Artamonow nach Usdau (Kp. 25) führt. Er ist der Held des Romans und ergreift an der Front immer wieder ohne höheren Befehl die Initiative. Mit seinen Augen sieht der Leser das durch die Schwächen des russischen Feldzugs noch gesteigerte Leid der tapferen Soldaten. Am Ende des Romans (Kp. 82) trägt er den Generälen im Hauptquartier des Großfürsten Nikolaj die Versäumnisse vor: die fehlenden Informationen über die Strategie und die Bewegungen des Gegners, die Mängel in der Koordination zwischen den Kommandoebenen und die starren hierarchischen Strukturen des Führungsapparates, die widersprüchlichen Einschätzungen der weit von der Front entfernten rivalisierenden Generäle Schilinski und Samsonow, die durch die langen Wege von der Entwicklung überholten Befehle, die Ermüdung der Truppen durch die tagelangen Märsche über unwegsames Gelände, die unzureichende Ausrüstung und Organisation des Nachschubs. All dies führt in der Schlacht bei Tannenberg zu Lücken zwischen den beiden Flügeln der 2. Armee, die der Gegner für den Vorstoß nutzt. Worotynzew muss machtlos mit ansehen, wie die Beobachtungen der Kommandeure an der Front im Hauptquartier ignoriert werden, weil sie nicht zu ihrem Plan passen. An vielen Beispielen zeigt der Autor die hilflosen Bemühungen der Soldaten vor Ort: Generalmajor Netschwolodow sucht in Bischofsburg seine zusammengewürfelten Truppen (Kp. 18) und muss sich nach einem erfolgreichen Artilleriegefecht bei Rothfließ zurückziehen, weil der Munitionsnachschub nicht funktioniert (Kp. 20–21). Infanteriegeneral Nikolaj Martos meldet die überraschenden deutschen Truppenbewegungen von Westen her auf Mühlen dem Armeestab Samsonows, bekommt aber nicht die angeforderte Unterstützung, sondern erhält den Befehl, nach Norden weiterzuziehen (Kp. 27). Aus der Vielzahl der Personen hat der Autor einige zur Darstellung ihrer Innenperspektive herausgegriffen: Neben Worotynzew sind dies v. a. auf der Führungsebene General Samsonow, der in seiner Gewissensqual und Hilflosigkeit angesichts der Niederlage das Gebet sucht (Kp. 31) und sich am Ende erschießt (Kp. 48). Beim Fußvolk genießt der im Abwehrkampf entscheidungsfreudige Feldwebel Terentij Tschernega (Kp. 19) ebenso die Sympathie des Erzählers wie der ehrenhafte Leutnant Jaroslaw Charitonow, der entsetzt die Verrohung der Soldaten seines Zugs als Folge ihrer Entbehrungen mit ansehen muss (Kp. 29).
Während in der Kriegshandlung die patriotische, regierungstreue und religiöse Einstellung der Soldaten dominiert, wird in eingestreuten Kapiteln und v. a. im letzten personell locker miteinander vernetzten Romanteil die politische Situation im Zarenreich und die revolutionäre Stimmung regimekritischer sozialliberaler Kreise beschrieben, die in den Folgebänden des Roten Rades im Vordergrund stehen. Bürgerliche Familien und Studenten diskutieren die soziale Frage, die Emanzipation und eine republikanische Staatsform. Ergänzt werden diese Situationsschilderungen in der zweiten Romanfassung durch historische Überblicke und Porträts des Zaren Nikolaj II., des Premierministers Stolypin, seines Attentäters Bogrow und Lenins im Exil.

## Deutsche Ausgaben
- August neunzehnhundertvierzehn. Solschenizyn, Alexander: Aus d. Russ. von Alexander Kaempfe: Langen-Müller, 1971
- August Vierzehn. Übersetzung von Swetlana Geier. Luchterhand 1972. (2 Wochen lang im Jahr 1972 auf dem Platz 1 der Spiegel-Bestsellerliste)[1]
- Das Rote Rad Erster Knoten, August vierzehn. Übersetzung von Swetlana Geier. Piper 1987. (Endgültige Fassung von August vierzehn; grundlegend überarbeitet und gegenüber der 1972 erstmals auf Deutsch erschienenen Ausgabe um etwa 500 Seiten erweitert)